# Nokia Sports Tracker
Nokia Sports Tracker es un software para teléfonos Symbian OS Serie 60 o el Nokia N95, que permite al usuario almacenar su ruta, velocidad y tiempo mientras desempeña alguna actividad que demande movimiento (como por ejemplo correr). Como su nombre lo indica está enfocado a deportistas pero también a viajeros.

## Características
- Calcula y almacena distancia, velocidad, tiempo y ruta seguida.
- Cargar rutas a un sitio web asociado para compartirla con otros usuarios
- Automáticamente asocia fotos tomadas durante el viaje.